# Minas de Riotinto

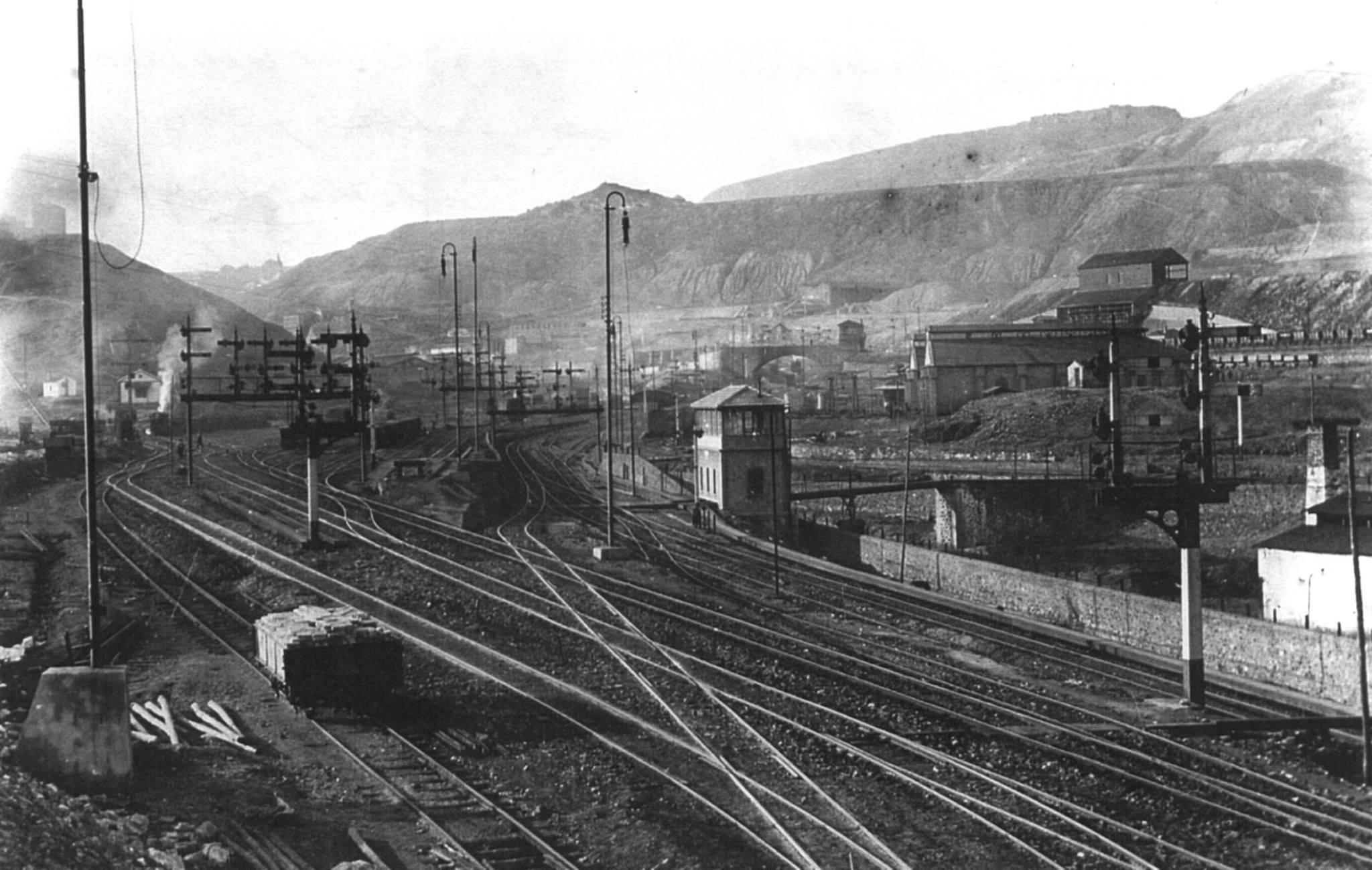
Het treinstation omstreeks 1900

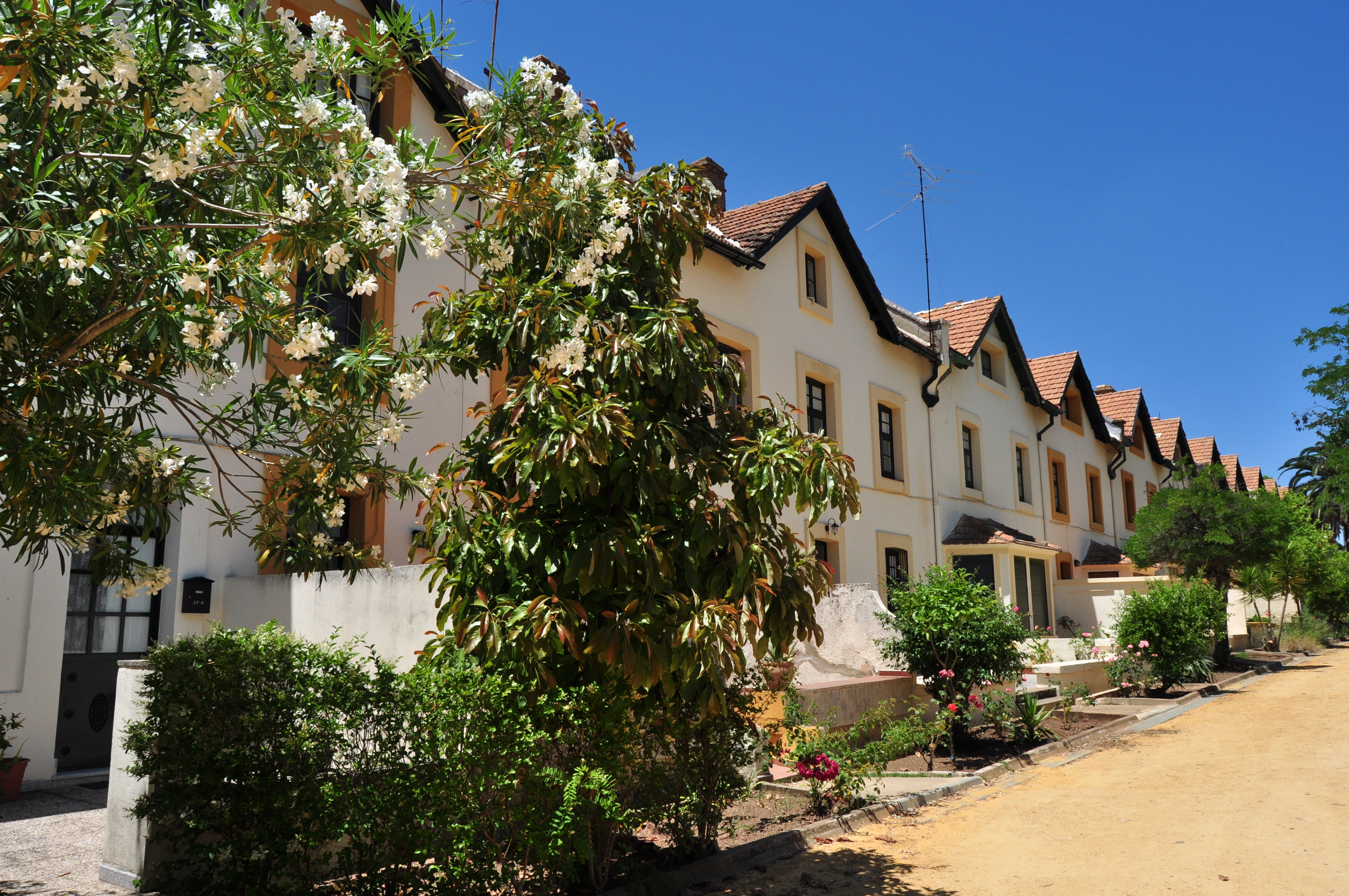
Engelse huizen in Bellavista

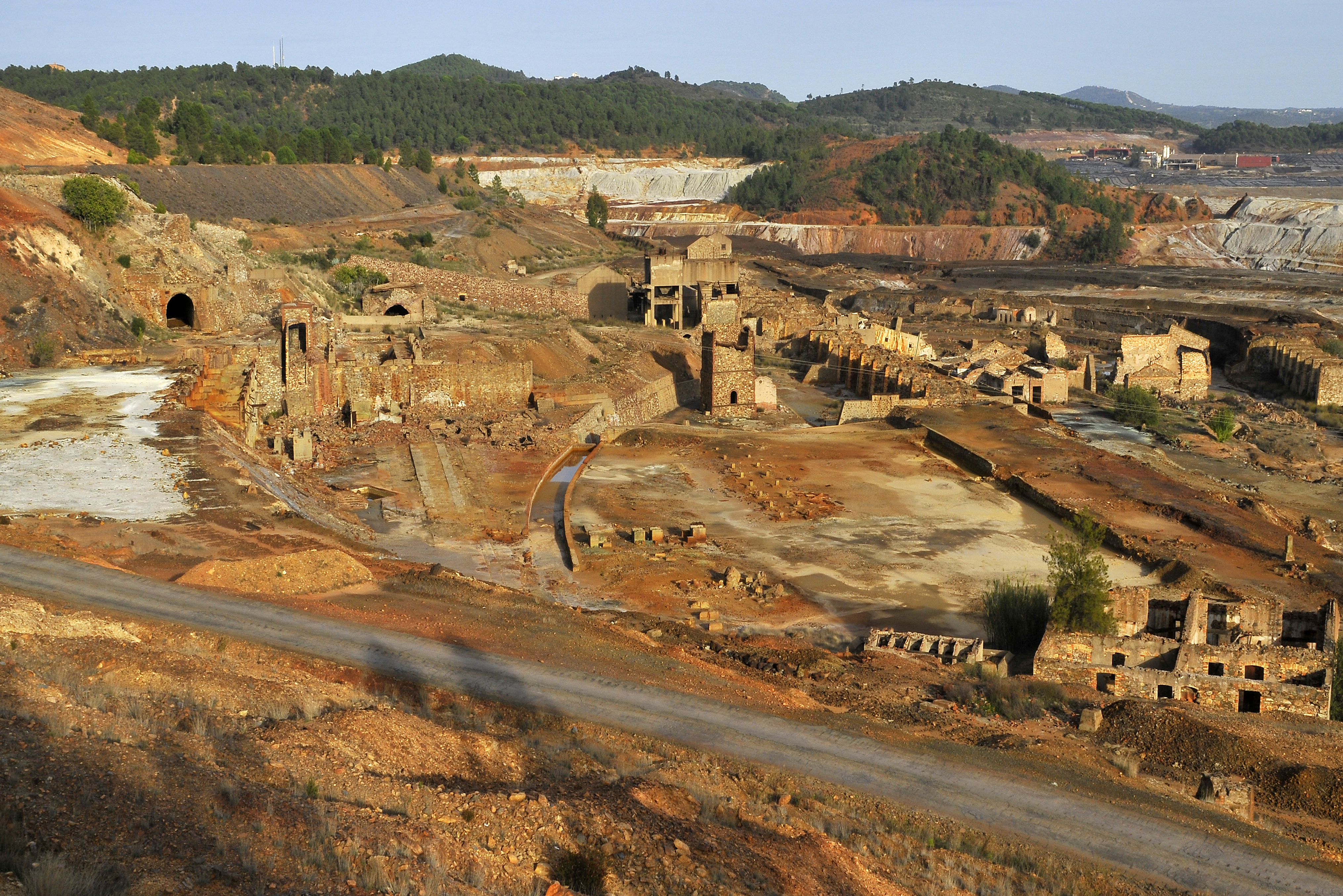
Industrieel erfgoed in Minas de Riotinto

Minas de Riotinto is een gemeente in de Spaanse provincie Huelva in de regio Andalusië met een oppervlakte van 23 km². In 2007 telde Minas de Riotinto 4281 inwoners.

## Geschiedenis
Mijnbouw is een zeer oude activiteit in de regio op zo'n 70 kilometer ten noordoosten van Huelva. Er zijn aanwijzingen voor kleinschalige mijnbouwactiviteiten tijdens de Koper- en de Bronstijd, die in de Romeinse tijd fors werden uitgebreid. Tegen het einde van de 2e eeuw namen de activiteiten af en omstreeks de 5e eeuw was de mijnbouw beëindigd.
Na 1724 kwam er een heropleving. De Zweedse ingenieur Liebert Wolters kreeg het mijnrecht voor een periode van dertig jaar. Zijn bedrijf La Compañia y Asiento de las Minas de Guadalcanal, Cazalla, Aracena, Galaroza y Rio Tinto werd officieel opgericht in september 1725. Het werk breidde zich uit en in de tweede helft van de 18e eeuw werden op diverse plaatsen in de regio de ertsen verwerkt. In die periode ontstond ook de plaats RíoTinto.
Minas de Riotinto werd in 1841 een zelfstandige gemeente nadat het zich had afgescheiden van Zalamea la Real. In 1873 kwamen de mijnen in handen van een Brits bedrijf, de Rio Tinto Company Limited, en de activiteiten namen toe. In 1875 werd een smalspoorlijn geopend die het mijnbouwgebied met de haven van Huelva verbond.
De uitbreiding van mijnbouw- en metallurgische activiteiten leidde tot een groei van de bevolking van 4957 inwoners in 1877 tot 11.603 inwoners in 1900. RTC bouwde simpele huizen voor arbeiders en hun gezinnen. Naast Spanjaarden kwamen ook veel Britten naar het gebied die zich vestigden in huizen naar Engelse stijl in de wijk Bellavista.
Door de mijnbouw is de oorspronkelijke stad Riotinto verdwenen. Mijnen werden vergroot en dit ging ten koste van de oude bebouwing. In april 1902 vond in Filón Sur een belangrijke aardverschuiving plaats waarbij een deel van de historische stad werd verwoest. Er kwamen nieuwe huizen in Alto de la Mesa om de getroffen werknemers en arbeiders op te vangen. Omstreeks 1920 werd een nieuwe wijk gebouwd in in El Valle, die later de kern van de gemeente Minas de Riotinto is geworden. Hier kwamen de kantoren van RTC, het stadhuis, een ziekenhuis, de kazerne van de Guardia Civil en een treinstation.
In 1954 kwamen de mijnbouwactiviteiten in handen van de Compañía Española de Minas de Río Tinto. De meerderheid van de aandelen kwam in Spaanse handen en RTC behield een minderheidsbelang. Er brak een nieuwe periode van groei aan, met nieuwe bedrijven en de opening van een nieuwe mijn, Cerro Colorado, in 1967.
De mijnen raakten echter uitgeput en een daling van de prijzen op de internationale markten leidde tot een diepe economische depressie. Oude fabrieken werd ontmanteld en verplaatste de activiteiten richting Huelva. In 1979 koos de gemeente haar eerste democratische burgemeester na de dictatuur van Franco. In de jaren tachtig werden de spoorwegen, diverse fabrieken en mijnen gesloten, dit ging gepaard met grote arbeidsconflicten en hoge werkloosheid.
De gemeente probeerde met diverse culturele en toeristische initiatieven de achteruitgang te verzachten. Het industrieel erfgoed speelt hierbij een belangrijke rol, in 1992 werd het Riotinto Mijnpark geopend, onder beheer van de Río Tinto Foundation. Desondanks kampt de gemeente met een dalende bevolking, veel mensen trekken weg naar andere delen van het land.

## Geboren
- Fidel Chaves de la Torre (27 oktober 1989), voetballer